# Libro Azul de Colombia
El Libro Azul de Colombia-Blue book of Colombia, escrito por Jorge Posada Callejas y publicado en 1918, creada para la promoción del país ante el extranjero. Contiene los bosquejos biográficos de los personajes más eminentes de cada región del país, junto a historias condensadas de la República, artículos especiales sobre comercio, agricultura y riqueza mineral basado en las estadísticas oficiales. Consta de 720 páginas divididas en 41 capítulos. Está impreso en su mayoría en blanco y negro, pero contiene 2 fotografías a todo color; una de ellas es el mapa de Colombia, que todavía incluye el territorio de Panamá, que no hacía parte de Colombia desde 1903, y la otra es un retrato de José Vicente Concha, presidente por el partido conservador y creador del proyecto así no fuera el encargado de ejecutarlo.

## Historia
Durante la hegemonía conservadora y la administración del presidente José Vicente Concha, e inspirado por la biblioteca americana de Miguel Antonio Caro, Concha consideró la idea de publicar el Libro Azul con el propósito de presentar a Colombia ante Estados Unidos con la esperanza de que el país se convirtiera en un mercado potencial en el extranjero. Es por esta razón que el libro está redactado tanto en español como en inglés. Una hipótesis acerca del nombre del libro tiene que ver con el color representativo del partido conservador (el azul), así como al color de su portada. Sin embargo, en la Biblioteca Nacional de Colombia aclaran que el uso del azul puede estar relacionado con el contraste del rojo, color asociado a los comunistas, quienes habían triunfado recientemente en 1917 con la Revolución de Octubre.  Según Jorge Posadas de Callejas, el editor del libro, el objetivo de su publicación es difundir profusamente una noción exacta de lo que es la República de Colombia. Para lograr este propósito, se incluyeron trabajos meritorios de sus principales publicistas, historiadores y geógrafos.

## Secciones del libro

### Prefacio
Todos los gobiernos americanos han priorizado la publicación de libros que abarcan la historia, geografía, comercio, riquezas naturales y el progreso alcanzado en cada nación para demostrar su grandeza. El Libro Azul de Colombia ofrece un resumen completo del pasado, presente y futuro del país, con la intención de difundir una imagen precisa del mismo. Se han incluido trabajos destacados de publicistas, historiadores y geógrafos para este propósito con el apoyo del gobierno, la prensa, el comercio y la sociedad que ha contribuido a darle un mayor valor a esta obra. Además, se han añadido numerosas ilustraciones fotográficas para ofrecer una representación más exacta de Colombia en la actualidad.

### Dr. José Vicente Concha
Una biografía detallada del político y doctor José Vicente Concha sus cargos logros y razones por las cuales es uno de los personajes más eminentes en la época.

### Constitución y gobierno
La sección de constitución y gobierno del Libro Azul de Colombia ofrece una visión detallada de la estructura política y legal del país. En la Constitución de 1991, se destacan los principios fundamentales, los derechos, garantías y deberes de los habitantes, la participación democrática, la organización del Estado, las ramas legislativa, ejecutiva y judicial, las elecciones, los organismos de control, y la organización territorial. Además, se aborda el tema de los extranjeros y sus derechos civiles en Colombia, así como la reserva de los derechos políticos para los nacionales. En cuanto al gobierno, se detalla la figura del Presidente de la República, el Gobierno, el Vicepresidente, los Ministros, la función administrativa, los estados de excepción, la Fuerza Pública, las relaciones internacionales, la Rama Judicial, las elecciones y la organización electoral, y los organismos de control.

### Bosquejo histórico hasta la independencia
Historia previa a la independencia del país, desde su descubrimiento y pasando por acontecimientos como la conquista, la Historia de Gonzalo Jiménez de Quesada, y la colonia.

### La independencia
Este capítulo cuenta la historia de la independencia de Colombia desde la revolución del pueblo, hasta la batalla de Boyaca el 7 de agosto de 1819.

### Próceres del independencia
Un capítulo dedicado a los personajes más significativos de la indepencia como lo fueron: Simón Bolivar, Antonio Nariño, Camilo Torres, el general Santander, José Maria Córdoba, Antonio Ricaute, entre otros. 

### Gobernantes de Colombia
Los gobernantes a lo largo de la historia junto a nombres que ha tenido el pais - Nueva Granada, 29 años (1832 – 1861). - Confederación Granadina, 2 años (1862 – 1863). - Estados Unidos de Colombia, 23 años (1863 – 1886). - República de Colombia, 137 años (1886 – actualidad).

### Materias relacionadas con el Derecho Mercantil Colombiano
Habla de las leyes y decretos oficiales que regulan las actividades comerciales, empresas y contratos del país, y aclara la moneda oficial de Colombia. 

### Oportunidades excepcionales para la inversión de capitales extranjeros
Razones por las cuales Colombia es un gran potencial para la inversión extranjera: Su ubicación, sistema de vías de comunicación e inversión en ferrocarriles y algunos datos cualitativos y cuantitativos acerca del comercio entre Colombia y Estados Unidos. 

### La región natural más rica del mundo
Razones por las cuales Colombia es considerado un país rico naturalmente, una combinación de factores geográficos, climáticos y recursos naturales abundantes que posee.

### Pesas, medidas y transportes
Unidades de medida y sistema métrico oficial utilizado en el país para la exportación, importación y venta interna de productos. 

### Navegación en Colombia
Las nueve regiones hidrográficas de Colombia y sus sistemas de navegación.

### Datos suministrados por el Ministerio de Relaciones Exteriores
En esta sección relatan como se dieron 3 tratados muy importantes para Colombia con sus relaciones exteriores. Estos tratados fueron: tratado de amistad, comercio y navegación entre Los Estados Unidos de Colombia y El Reino Unido de La Gran Bretaña e Irlanda, tratado de amistad, comercio y navegación Colombia y los países bajos y tratado general de 12 de diciembre de 1846, de paz, amistad, comercio y navegación entre La República de la Nueva Granada y Los Estados Unidos de América.

### Algunas materias relacionadas con el Ministerio de Instrucción Pública
Dirigía importantes ramas de la educación para que llegaran a Colombia. Se encargaba desde las escuelas primarias hasta academias de ciencias mas avanzadas.

### Materias relacionadas con el Ministerio de Obras Públicas
Determina las obras públicas que en ese entonces se centraban en las vías férreas, allí explican el recorrido de construcción de estas vías, los costo que tendrían y la cantidad de personas que podrían transportar.

### Ministerio de Agricultura y Comercio
Este ministerio fue creado en la ley 25 de 1913 establecida desde el 7 de agosto de 1914. Su función era manejar y difundir la información científica así mismo asegurarse de la navegación fluvial, es decir, que los ríos permanezcan limpios para que puedan ser navegados.

### Policía Nacional
Establece la ubicación de las comisarias en Colombia y regiones que eran protegidas.

### Algunas regiones importantes de Colombia
Cuenta sucesos importantes en la historia de las regiones como la independencia del Chocó y el canal del atrato al pacífico.

### Algunos productos importantes de Colombia
En esta sección se resalta los productos que mueven el comercio en Colombia. Estos son las fibras y gomas, el café, la industria bananera, el jengibre, las salinas, el petróleo, los minerales de cobre, el yeso y packing- houses (aseguramiento del buen estado bacteriano de las carnes).

### Ríos más importantes de Colombia
En esta sección se reconoce cuales son los ríos más importantes del país. Estos son el Orinoco, el Caquetá, el Casanare, el Meta, el Casiquiare, el San Jorge, el Catatumbo y el Cauca.

### Algunos colombianos notables
Los colombianos mas notables de esta época eran Dr. Andrés Posada Arango, Rufino José Cuervo, Miguel Antonio Caro, Marco Fidel Suárez, Carlos E. Restrepo, Guillermo Valencia, Juan Pinzón, Dr. Juan David Herrera, José Asunción Silva, Gregorio Vásquez, Dr. Manuel Antonio Rueda Jara, Dr. José Julio Rodríguez, Dr. Enrique Ramírez G y Juan de Dios Vásquez.

### Bellezas colombianas
En esta sección se resalta la belleza de las mujeres colombianas por medio de una foto. Esta distinción va para las señoras y señoritas elegidas de cada departamento. Un ejemplo de ello era la señorita Bogotá Lorenza Villegas, quien luego seria llamada Lorencita Villegas de Santos.

### Ministros del ejecutivo
- Miguel Abadía Mendez: gobierno.
- Marco Fidel Suárez: relaciones exteriores.
- Tómas Surí Salcedo: hacienda.
- Salvador Franco: guerra.
- Emilio Ferrero: instrucción pública.
- Pedro Blanco Soto: tesoro.
- Jorge Vélez: obras públicas.
- Luis Montoya Santamaría: agricultura y comercio.

### Departamentos de la república
- La sección sobre los departamentos de la República en el Libro Azul de Colombia proporciona información sobre las distintas regiones y su importancia. Describe la importancia de estos departamentos, distritos, áreas metropolitanas y municipios en el país, con un total de 32 departamentos, 6 distritos, 6 áreas metropolitanas, 20 corregimientos departamentales y 1.102 municipios. Además, destaca los usuarios de esta información, incluyendo actores políticos, institucionales, privados, académicos y de la sociedad civil que utilizan los datos para la toma de decisiones, medidas de mitigación, formulación de políticas nacionales o sectoriales, actividades estratégicas, identificación de necesidades financieras y políticas de cooperación nacional e internacional.[9]